# Psychotria soejartoi
Psychotria soejartoi är en måreväxtart som beskrevs av Charlotte M. Taylor. Psychotria soejartoi ingår i släktet Psychotria och familjen måreväxter. Inga underarter finns listade i Catalogue of Life.